# Verónica Pallini
Verónica Pallini, actriz, directora y doctora en antropología -especializada en el proceso creativo del actor- fundadora de la escuela teatral y sala alternativa L'Autèntica, sala de referencia en Barcelona para primeras infancias, desde donde ha podido producir sus propios montajes -como Yo, sola en 2012- y explorar nuevas vías teatrales que ha sabido plasmar en diferentes artículos, que abarcan de la dinámica teatral a la cultural.

## Formación
Licenciada en la Escuela de Teatro de Buenos Aires. Continúa explorando diferentes técnicas de actuación a caballo de Argentina y en Barcelona.[cita requerida] Completa su acervo con técnicas de danza, expresión corporal, sensopercepción, improvisación, canto y técnica vocal para actores. A esto se le añade una maestría en Gestión Cultural y una tesis doctoral en Antropología Social y Cultural por la Universidad de Barcelona.

## La Escuelita - Porta4 - L'Autèntica
Tras varios viajes a la ciudad desde 2001 se establece en la ciudad condal y se centra en su carrera como pedagoga. En el año 2006 funda La Escuelita, un estudio de formación teatral en Barcelona que en pocos años (en 2010) se amplió con una sala de exhibición cerca de la plaza de la Virreina, que recibió el nombre de Porta 4 por ser este el número de su calle. Actualmente tras el traslado a la calle de Martí número 18 en el mismo barrio de Gracia, la escuela y sala tomó el nombre de L'Autèntica (La auténtica), con una programación específica destinada a la primera infancia.

## Obras
- Yo, sola[6]
- Oh, Uh, Ah, EI! Tiera-Aire-Fuego-Agua[7][8]
- No entiendo a los hombres[9]